# Vittorio Goretti
| Odkryte planetoidy: 32 | Odkryte planetoidy: 32 |
| ---------------------- | ---------------------- |
| (7437) Torricelli      | 12 marca 1994          |
| (8885) Sette           | 13 marca 1994          |
| (9232) Miretti         | 31 stycznia 1997       |
| (10197) Senigalliesi   | 18 października 1996   |
| (10200) Quadri         | 7 lipca 1997           |
| (11121) Malpighi       | 10 września 1996       |
| (12035) Ruggieri       | 1 lutego 1997          |
| (15381) Spadolini      | 1 września 1997        |
| (16761) Hertz          | 3 października 1996    |
| (16766) Righi          | 18 października 1996   |
| (17652) Nepoti         | 3 listopada 1996       |
| (20081) Occhialini     | 12 marca 1994          |
| (21306) Marani         | 1 grudnia 1996         |
| (24996) 1998 OD1       | 20 lipca 1998          |
| (25276) Dimai          | 15 listopada 1998      |
| (26917) Pianoro        | 15 września 1996       |
| (29457) Marcopolo      | 25 września 1997       |
| (33376) Medi           | 6 lutego 1999          |
| (39699) Ernestocorte   | 12 października 1996   |
| (42747) Fuser          | 21 września 1998       |
| (42748) Andrisani      | 21 września 1998       |
| (43999) Gramigna       | 31 sierpnia 1997       |
| (44005) Migliardi      | 25 września 1997       |
| (47038) Majoni         | 17 listopada 1998      |
| (48737) Cusinato       | 8 marca 1997           |
| (58573) Serpieri       | 9 września 1997        |
| (70745) Aleserpieri    | 9 listopada 1999       |
| (79375) Valetti        | 16 marca 1997          |
| (79826) Finardi        | 17 listopada 1998      |
| (96217) Gronchi        | 14 września 1993       |
| (100553) Dariofo       | 2 kwietnia 1997        |
| (382412) 1997 SZ3      | 25 września 1997       |
| 1. 2. 3.               |                        |

Vittorio Goretti (ur. 17 czerwca 1939 w San Cesario sul Panaro, zm. 7 lipca 2016 w Pianoro) – włoski astronom amator. W 1965 roku ukończył fizykę na Uniwersytecie Bolońskim. Odkrył 32 planetoidy (27 samodzielnie oraz 5 wspólnie z innymi astronomami). Przez blisko 30 lat był nauczycielem fizyki i matematyki w szkole średniej w Bolonii.
W uznaniu jego pracy jedną z planetoid nazwano (7801) Goretti.